# Фољијарела (Бриндизи)
Фољијарела (итал. Fogliarella) је насеље у Италији у округу Бриндизи, региону Апулија.
Према процени из 2011. у насељу је живело 14 становника. Насеље се налази на надморској висини од 253 м.